# باتريسيو فيدال
باتريسيو فيدال (بالإسبانية: Patricio Vidal) (8 أبريل 1992 بسان ميغيل دي توكومان في الأرجنتين - ) هو لاعب كرة قدم أرجنتيني في مركز الهجوم. لعب مع إنديبندينتي ويونيون إسبانيولا ويونيون لا كاليرا.

## وصلات خارجية
- باتريسيو فيدال على موقع قاعدة بيانات كرة القدم.إي يو (الإنجليزية)
- باتريسيو فيدال على موقع Soccerway.com (الإنجليزية)
- باتريسيو فيدال على موقع AS.com (الإسبانية)